# Argemone corymbosa
Argemone corymbosa là một loài thực vật có hoa trong họ Anh túc. Loài này được Greene mô tả khoa học đầu tiên năm 1886.

## Hình ảnh

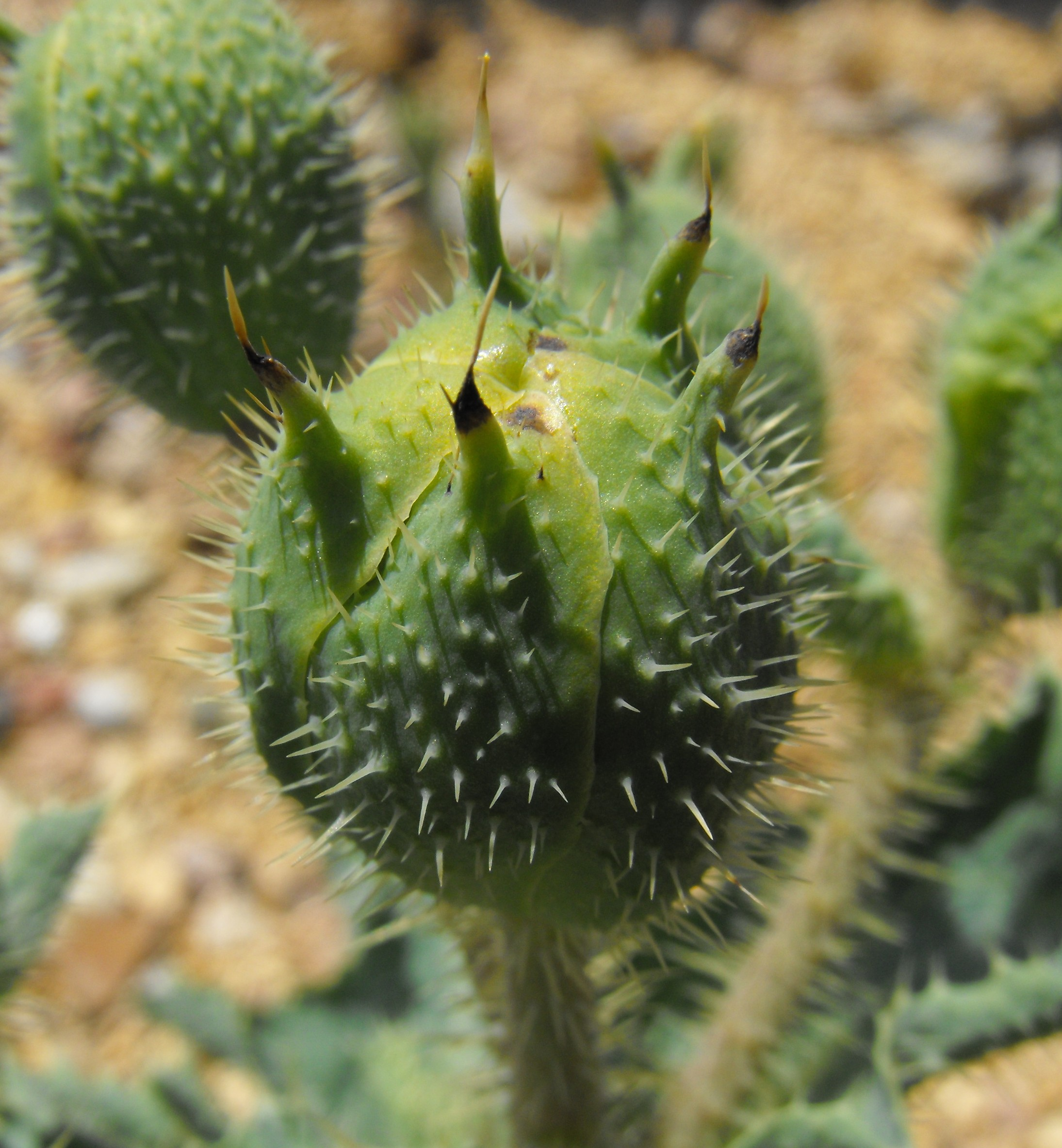